# Любомская, Евгения Михайловна
Евге́ния Миха́йловна Любо́мская (1929—2013) — украинский педагог, Герой Социалистического Труда.

## Биография
Родилась 18 марта 1929 года в селе Самородня ныне Корсунь-Шевченковского района Черкасской области.
Окончила Корсунь-Шевченковское педагогическое училище им. Т. Г. Шевченко. Педагогическую деятельность начала в 1950 году.
В 1960 году закончила Каменец-Подольский педагогический институт (ныне Каменец-Подольский национальный университет имени Ивана Огиенко).
С 1962 года работала учителем украинского языка и литературы в Жашковской средней школе № 2 Черкасской области.
Умерла 28 сентября 2013 года.

## Награды
- Герой Социалистического Труда (1978, за высокие показатели в учебно-воспитательной работе и плодотворную общественную деятельность).
- Награждена орденами Ленина и Трудового Красного Знамени, медалью «За доблестный труд».